# Jacques Chagnon
Pour les articles homonymes, voir Chagnon.
Jacques Chagnon, né le 28 août 1952 à Montréal, est un homme politique québécois. Il est député de Westmount–Saint-Louis à l'Assemblée nationale du Québec, dont il est également le président de 2011 jusqu'en 2018. 
Il se retire de la vie politique en 2018, après avoir passé plus de 33 ans comme député.

## Biographie
Né à Montréal le 28 août 1952, Jacques Chagnon a passé toute sa vie à Boucherville. Il est marié à Sylvie Bélisle et est père de trois filles : Marie-Claude Chagnon, Sophie Roberge et Stéphanie Chagnon. 
Il étudie au Collège Dawson puis à l'Université Concordia où il est diplômé d’un baccalauréat en sciences politiques et en histoire. Il étudie par la suite le droit et les sciences politiques à l’Université de Montréal.

### Carrière professionnelle
Il est élu commissaire à la Commission scolaire de Saint-Exupéry en 1975, il devient vice-président de la Commission scolaire régionale de Chambly, en devient le président en 1978.
En 1982, il est élu président de la Fédération des commissions scolaires du Québec qu’il dirige jusqu’en 1985, année de son élection à l'Assemblée nationale. En tant que président de la Fédération des commissions scolaires du Québec, il crée la première école internationale publique au monde, l'école Macdonald-Cartier, et lance la création des premières écoles sports-études au Québec.

## Carrière politique

### Député de Westmount-Saint-Louis
Repéré par Robert Bourassa, il est élu à l'Assemblée nationale pour la première fois lors des élections générales québécoises de 1985. Il est alors député de Saint-Louis, circonscription qui prend le nom de Westmount–Saint-Louis en 1994. Il devient adjoint-parlementaire et membre du Conseil du trésor.
Il est président du caucus de l’opposition officielle de 1996 à 2003.
Il sera réélu sans discontinuer dans la circonscription de Westmount-Saint Louis jusqu’à son retrait de la vie politique en 2018.

### Ministre de l’éducation nationale
Dans le gouvernement Daniel Johnson, il est ministre de l'Éducation du 11 janvier 1994 au 26 septembre 1994.
Il met en place la réorganisation profonde de la formation des maîtres dans les universités québécoises avec l’appui des écoles primaires et secondaires comme bases de mentorat.

### Ministre de la sécurité publique
Dans le gouvernement Jean Charest, il est le ministre de la Sécurité publique du 29 avril 2003 au 18 février 2005. 
Il appuie l’amélioration significative de l’aide d’urgence en cas de sinistre en accélérant l’aide de premier aux individus qui passe de 165 jours à 12 heures et lance la mise en place des schémas régionaux de couverture de risque d’incendie et de sécurité civile.
En tant que ministre, il crée et adopte le règlement pour la formation des pompiers volontaires.

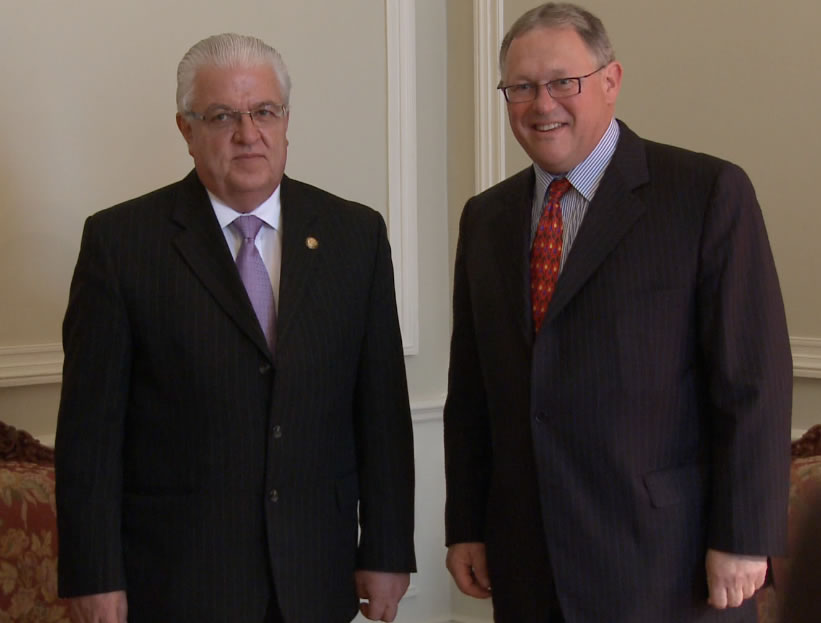
Le chef de l'Assemblée législative équatorienne, Fernando Cordero Cueva, avec Jacques Chagnon en 2012.

Il fait notamment face à la crise de Kanesatake à la suite de l'expulsion violente du chef mohawk James Gabriel.

### Président de l'Assemblée nationale du Québec
De 2007 à 2011, il est deuxième vice-président de l'Assemblée nationale. Pendant cette période, il participe à de nombreuses délégations comme celle de l'Assemblée parlementaire de la francophonie. À partir du 5 avril 2011 et jusqu'à la fin de sa carrière politique, il exerce la fonction de président de l'Assemblée nationale.
Le 31 octobre 2017, il s'offusque publiquement dans un discours au Parlement que l'Unité permanente anticorruption (UPAC) ait arrêté le député Guy Ouellette sans que des accusations n'aient été portées six jours plus tard. « Qu'on accuse ou qu'on s'excuse. Sinon, cette Assemblée devra prendre les moyens pour défendre les fondements mêmes de son existence. »
Durant presque huit ans à la présidence, Jacques Chagnon, s’est beaucoup investi dans la diplomatie parlementaire. Il a présidé à deux reprises l’Assemblée parlementaire de la francophonie (APF) qui regroupe 90 pays voués à l’essor de la francophonie.
Durant sa présidence à l’Assemblée nationale du Québec, il conclut des ententes de relations bilatérales nouvelles avec, Terre-Neuve, le Massachusetts, la Louisiane, le Maroc, la province de Shandong (Chine) ainsi que la préfecture de Kyoto (Japon). Ces dernières s’ajoutaient aux autres qui ont été conclues depuis 1964. 
Le 15 juin 2018, il annonce son retrait de la vie politique après 33 années de service à titre de député.
En novembre 2024, son portrait est affiché dans la Galerie des présidents à l'Assemblée nationale du Québec.

## Honneurs
- 2011 : Grand-croix de l'Ordre de la Pléiade
- Commandeur de l'Ordre de la Pléiade
- Officier de la Légion d’Honneur (France)
- Mérite Pierre Boucher (plus haute distinction décernée par la ville de Boucherville a un de ces citoyens).

### Fonds d'archives
- Fonds Jacques Chagnon, Assemblée nationale du Québec.